# Devron García
Devron Kyber García Ducker (Roatán, 17 febbraio 1996) è un calciatore honduregno, difensore o centrocampista del Real España e della nazionale honduregna.

## Statistiche

### Cronologia presenze e reti in nazionale
| Cronologia completa delle presenze e delle reti in nazionale ― Honduras | Cronologia completa delle presenze e delle reti in nazionale ― Honduras | Cronologia completa delle presenze e delle reti in nazionale ― Honduras | Cronologia completa delle presenze e delle reti in nazionale ― Honduras | Cronologia completa delle presenze e delle reti in nazionale ― Honduras | Cronologia completa delle presenze e delle reti in nazionale ― Honduras | Cronologia completa delle presenze e delle reti in nazionale ― Honduras | Cronologia completa delle presenze e delle reti in nazionale ― Honduras |
| Data                                                                    | Città                                                                   | In casa                                                                 | Risultato                                                               | Ospiti                                                                  | Competizione                                                            | Reti                                                                    | Note                                                                    |
| ----------------------------------------------------------------------- | ----------------------------------------------------------------------- | ----------------------------------------------------------------------- | ----------------------------------------------------------------------- | ----------------------------------------------------------------------- | ----------------------------------------------------------------------- | ----------------------------------------------------------------------- | ----------------------------------------------------------------------- |
| 2-2-2022                                                                | Saint Paul                                                              | Stati Uniti                                                             | 3 – 0                                                                   | Honduras                                                                | CONCACAF Nations League 2022-2023 - 1º turno                            | -                                                                       | 61’                                                                     |
| 30-10-2022                                                              | Abu Dhabi                                                               | Arabia Saudita                                                          | 0 – 0                                                                   | Honduras                                                                | Amichevole                                                              | -                                                                       |                                                                         |
| 22-3-2023                                                               | Los Angeles                                                             | Honduras                                                                | 1 – 0                                                                   | El Salvador                                                             | Amichevole                                                              | -                                                                       | 68’                                                                     |
| 28-3-2023                                                               | Toronto                                                                 | Canada                                                                  | 4 – 1                                                                   | Honduras                                                                | CONCACAF Nations League 2022-2023 - 1º turno                            | -                                                                       |                                                                         |
| 25-6-2023                                                               | Houston                                                                 | Messico                                                                 | 4 – 0                                                                   | Honduras                                                                | Gold Cup 2023 - 1º turno                                                | -                                                                       |                                                                         |
| 29-6-2023                                                               | Glendale                                                                | Qatar                                                                   | 1 – 1                                                                   | Honduras                                                                | Gold Cup 2023 - 1º turno                                                | -                                                                       | 24’                                                                     |
| 2-7-2023                                                                | Charlotte                                                               | Honduras                                                                | 2 – 1                                                                   | Haiti                                                                   | Gold Cup 2023 - 1º turno                                                | -                                                                       |                                                                         |
| 4-9-2023                                                                | Fort Lauderdale                                                         | Guatemala                                                               | 0 – 0                                                                   | Honduras                                                                | Amichevole                                                              | -                                                                       |                                                                         |
| 8-9-2023                                                                | Kingston                                                                | Giamaica                                                                | 1 – 0                                                                   | Honduras                                                                | CONCACAF Nations League 2023-2024 - 1º turno                            | -                                                                       |                                                                         |
| 21-11-2023                                                              | Città del Messico                                                       | Messico                                                                 | 2 – 0 dts (4 – 2 dtr)                                                   | Honduras                                                                | CONCACAF Nations League 2023-2024 - Quarti di finale                    | -                                                                       | 90+8’                                                                   |
| 17-1-2024                                                               | Fort Lauderdale                                                         | Honduras                                                                | 0 – 2                                                                   | Islanda                                                                 | Amichevole                                                              | -                                                                       |                                                                         |
| 16-3-2025                                                               | Fort Lauderdale                                                         | Guatemala                                                               | 2 – 1                                                                   | Honduras                                                                | Amichevole                                                              | -                                                                       | 56’                                                                     |
| Totale                                                                  |                                                                         | Presenze                                                                | 12                                                                      |                                                                         | Reti                                                                    | 0                                                                       |                                                                         |